# Idemitsu Sazō

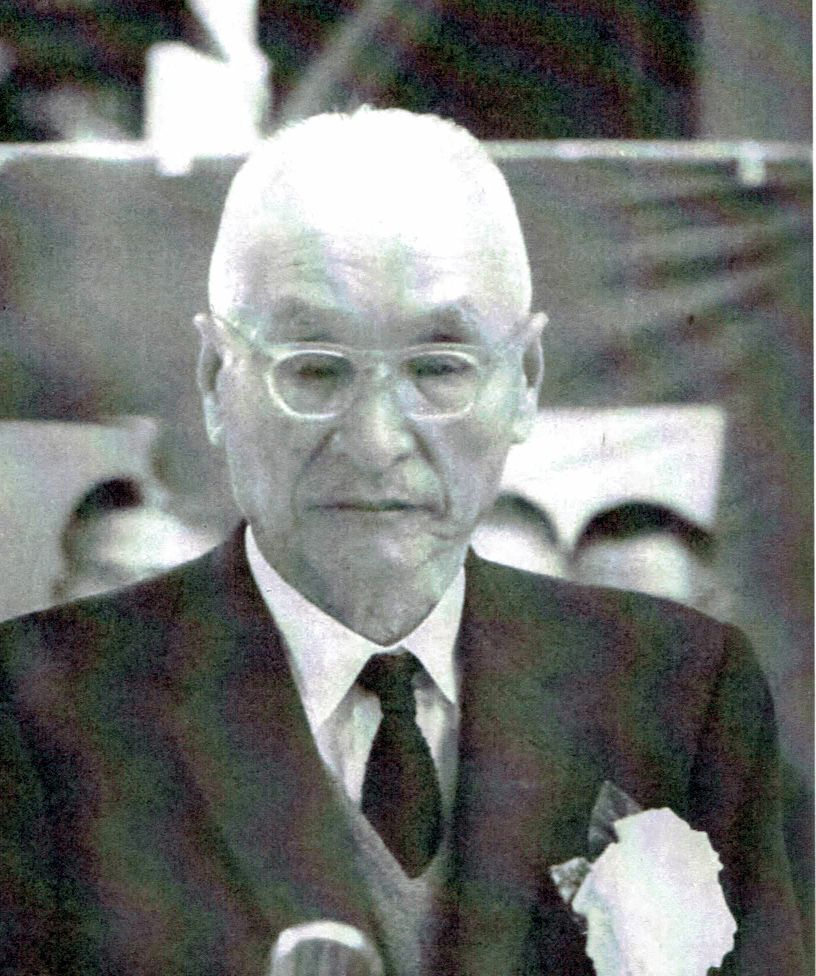
Idemitsu Sazō

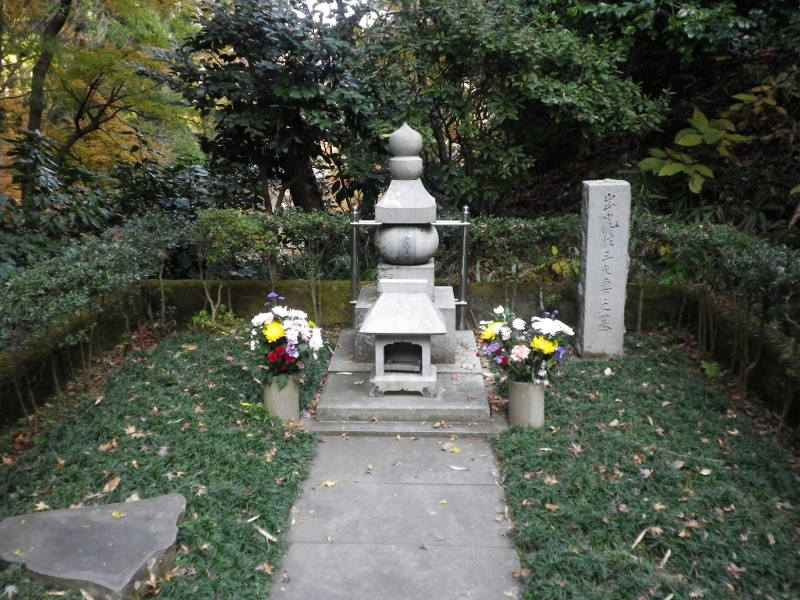
Grabstätte des Idemitsu Sazō (2011)

Idemitsu Sazō (japanisch 出光 佐三; * 22. August 1885 in Akama, heute Munakata (Kyūshū); † 7. März 1981) war ein japanischer Unternehmer der Ölbranche (Gründer von Idemitsu Kōsan) und Kunstsammler, der nach dem Zweiten Weltkrieg als konservativer Agitator für „traditionelle japanische Werte“ aktiv war.

## Lebensweg
Idemitsu Sazō, 2. Sohn eines Farbengroßhändlers, der als Kind kränklich war, besuchte seit 1901 die Handelsschule in Fukuoka, dann ab 1905 das Kobe Commercial College (heute: Universität Kōbe). Er hatte sieben Geschwister. Nach Abschluss seines Studiums trat er nicht in ein Großunternehmen ein, sondern lernte als Kaufmann bei der vergleichsweise kleinen Handelsfirma Sakai Shōten (酒井商店) in Kōbe. Bald darauf ging der kleine Betrieb seines Vaters bankrott. Um die Familie unterstützen zu können, entschloss sich Sazō zur Selbständigkeit. Während seines Studiums hatte er dem Sohn von Hida Jūtarō (日田 重太郎) Nachhilfe gegeben. Er erhielt von diesem 1911 ¥ 6000 Anschubfinanzierung seines Unternehmens Idemitsu Shōkai (出光商会), das in Moji (heute Teil von Kitakyūshū) zunächst nicht florierte. Er verkaufte die Produkte von Nippon Sekiyu und belieferte Fischerboote.
Wirtschaftlich erfolgreicher wurde er, als er ab 1914 die südmandschurische Eisenbahn mit Schmiermitteln versorgen durfte. Dabei entwickelte er für die harten Winter geeignete Öle. Er heiratete Yasuko (山内 靖子), Tochter von Yamanouchi Toyoyuki. Ihre älteste Tochter ist die Videokünstlerin und Feministin Mako Idemitsu.
Durch geschickte Vorratshaltung gelang es seine Kunden den ganzen Ersten Weltkrieg hindurch mit Petroleumprodukten zu versorgen. In den nächsten Jahren expandierte er mit Niederlassungen in China und den japanischen Kolonien. „Kreative Buchführung“ und Dumping waren übliche Geschäftspraktiken. Bis 1922 erreichte er, dass seine Firma mit etwas über 100 Beschäftigten, 11 % des Umsatzes von Nippon Sekiyu vertrieb. Nach 1932 wurde der Handel mit Petroleumprodukten immer mehr staatlicher Kontrolle unterstellt. Idemitsu errang durch Belieferung auch des Militärs eine monopolartige Stellung in den besetzten Gebieten Nord-Chinas aufzubauen. Außerdem diversifizierte man in den Transport mit eigenen Tankern. Ende der 1930er war er Honorarkonsul für Mandschukuo in Moji.
1937 wurde er als einer der Vertreter der größten Steuerzahler ins Oberhaus ernannt, gab den Sitz nach seiner Wiederwahl 1939 bald auf. 1940 organisierte Idemitsu sein Unternehmen zur Aktiengesellschaft Idemitsu Kosan Co. (出光興産株式会社) um. Den Firmensitz verlegte man in die Hauptstadt. Seine paternalistische Einstellung wirkte insofern positiv, als er keinen seiner etwa 1000 Angestellten, die nach der Kapitulation Japans aus Übersee repatriiert wurden, in den schwierigen Nachkriegsjahren entließ. Der erste Großauftrag nach dem Krieg war es 1946 die unterseeischen Tanks der Marinebasis Tokuyama (Shūnan) zu leeren. Nachdem das MITI das Monopol von Nippon Oil nach dem Krieg auflösen musste, gelang es Idemitsu 1949 auf die Liste der zehn zugelassenen Distributoren zu kommen. Er kaufte Benzin aus USA und Rohöl vor allem aus Venezuela und Iran, wo es ihm gelang nach der Verstaatlichung der Ölquellen 1953 („Abadan-Krise“) besonders günstige Preise auszuhandeln. BP ließ seinen Tanker Nishomaru beschlagnahmen. Auch seine Importe aus der Sowjetunion in den 1960ern konnte er deutlich unter Weltmarktpreisen erhalten. In beiden Fällen umging er entsprechende westliche Handelsbeschränkungen. Eine erste eigene Raffinerie baute man 1957 in Tokuyama. Mit der Petroleum Association of Japan (kontrolliert vom MITI) ging er während des Seeleute-Streiks 1965 auf Konfrontationskurs. Der Betrieb wurde im Laufe der Jahre stark vertikal integriert, d. h. man kontrollierte Import, Weiterverarbeitung und Vertrieb.
Idemitsu zog sich 1966 vom Posten des Präsidenten auf den Aufsichtsratsvorsitz zurück. Getreu dem Prinzip „tut Gutes, und rede darüber,“ spendete er großzügig, z. B. der pädagogischen Hochschule in Fukuoka 300 Millionen Yen 1973. Er ging 1972 in Ruhestand und ließ sich fürderhin als tenshu bezeichnen. Er betrieb im Hintergrund weiterhin die aggressive Expansion des Unternehmens gegenüber ausländischen Konkurrenten voran. Als Präsident folgte ihm sein jüngerer Bruder Idemitsu Keisuke (出光 計助, 1900–94). Dessen ältester Sohn Shōsuke (* 1927) leitete die Firma 1981–93.

### Philosophie der Arbeit
Idemitsu Sazō stand für eine paternalistische Beziehung zwischen Arbeit und Kapital, ganz im Sinne konfuzianischer Moral. Für seine Angestellten legte der sieben Prinzipien fest, die da lauten: „Sei kein Sklave …:“ des Mammon, von Bildung, der Macht, einer Organisation, Zahlen und Ideen, Ideologien und westlicher Moral. Er verlangte „Respekt vor dem Menschen“ (ningen sonchō) im Sinne sogenannter „traditioneller japanischer Werte“ (wie dem kokutai und dōtoku), die als solche im Wesentlichen Konstrukte der Meiji-Zeit sind und deren Propagierung er sich bis ins hohe Alter widmete. Die Bezeichnung „Kaiser“ für die „himmlische Majestät,“ den Tennō, lehnte er als beleidigend ab.
Es gab im Unternehmen keine Zeiterfassung, Entlassungen oder vorgeschriebenes Rentenalter, aber es galt auch keine Gewerkschaft, keine Bezahlung von Überstunden und „keine Bekanntmachung der Gehälter.“ Nach Vorstellung des Chefs hatte die Arbeit dem Lebensunterhalt zu dienen und war nicht lediglich „Verkauf der Arbeitskraft.“ Dabei erhielten die Angestellten eine für japanische Verhältnisse weitreichende Entscheidungsfreiheit und Eigenverantwortung. Die dadurch auf die Spitze getriebene Selbstausbeutung galt als motivierend (vgl. Intrapreneurship). Verbrämt wurde das Ganze mit dem Konzept einer angeblich urjapanischen Harmonie (wa). Als Vorbild galten soldatische Tugenden und Ausbildungsweisen sowie die Disziplin innerhalb der Soka Gakkai. Aus Anlass der Beerdigung von Mishima Yukio zollte Idemitsu diesem und dem von ihm vertretenen Ideen höchsten Respekt.

### Idemitsu Kosan unter den Nachfolgern
Zu Lebzeiten des Patriarchen war die Firma gewolltermaßen stets nur gering kapitalisiert. So hatte man 1975 eine Milliarde Yen Kapital, bei einem Umsatz 1500 Milliarden und 300 Milliarden langfristiger Verbindlichkeiten. Zu dieser Zeit betrieb man fünf Raffinerien (Tages-Kapazität: 760.000 Barrel), zwei petrochemische Fabriken, eine eigene Tankerflotte (Idemitsu Tanker Co., ca. 1,7 Mio. BRT), 24 ausländische Niederlassungen und über 10.000 Beschäftigte. Das geringe Kapital, und die hohe Fremdfinanzierung, führte in den Jahren 1993–2002 zu einer Schuldenkrise. Seit 2002 wird die Firma nicht mehr von Familienangehörigen geführt.
Die Firma, erst seit Oktober 2006 an der Börse, betreibt heute in Japan rund 5000 Tankstellen, meist unter der 1952 eingeführten Marke Apollo. Petrochemische Produkte vertreibt der Ableger Idemitsu Petrochemical. In Europa vertreten ist man mit Idemitsu Chemicals Europe PLC und BASF Idemitsu Co. Ltd. Das Unternehmen war 2008 der zweitgrößte japanische Betreiber von Raffinerien und Nummer 26 der Branche weltweit. Die Firma ist inzwischen auch an Ölfeldern (vor Norwegen, Vietnam und in Russland), Uranminen und pharmazeutischen Unternehmen beteiligt und liefert Komponenten für LED-Bildschirme.

### Kunstsammlung

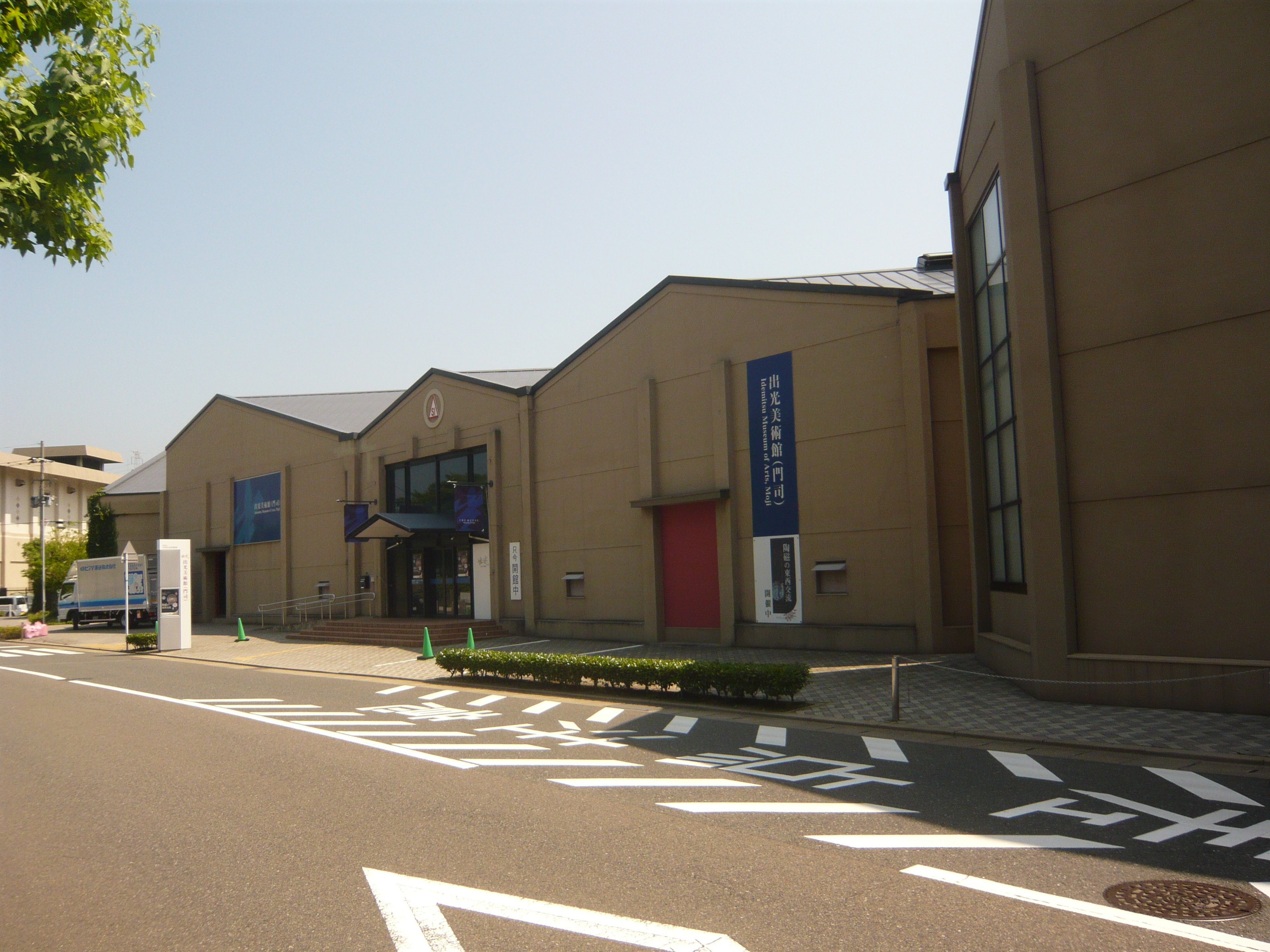
Idemitsu Bijutsukan in Kitakyūshū (2008)

Idemitsu erwarb als 20-Jähriger sein erstes Kunstwerk, ein Gemälde des chinesischen Mönches Putai (jap.: Hotei), gezeichnet von Sengai (1751–1837), einem Mönch des Shōfuku-ji (Fukuoka), dessen Zen-Philosophie ihn beeindruckte. Sammlungsschwerpunkte wurden in späteren Jahren chinesische Keramik und Arbeiten von Itaya Hazan (板谷 波山; 1872–1963), Kosugi Hōan (1881–1964) und nach einem persönlichen Treffen 1959 Sam Francis. Seit 1966 ist seine private Sammlung im Idemitsu-Kunstmuseum in Tokio, seit 2000 auch mit einer Außenstelle in Moji, der Öffentlichkeit zugänglich.
1976 erhielt er den französischen Kulturorden (Ordre des Arts et des Lettres) verliehen.

## Werke und Literatur
Bei den unter seinem Namen veröffentlichten Werken handelt es sich oft um Auftragsarbeiten, um seine Ideen vom „traditionellen Japan“ zu propagieren, durchweht sind sie vom Geiste des Yamato damashii. Dazu gehören:
- Marukusu ga Nihon ni umarete itara, 1966 („Wenn Marx in Japan geboren worden wäre ...“)
- Hataraku hito no shihonshugi, 1969 („Kapitalismus des arbeitssamen Menschen“[9])
- Nihonjin ni kaere! („Werde wieder [wahrer] Japaner!“)
- The eternal Japan: Conversations with Sazo Idemitsu, s. l. 1978 (i.K.; © 1975)[10]
- Berend Wispelwey (Hrsg.); Japanese Biographical Archiv; München 2007, ISBN 3-598-34014-1, Fiche 93
- Kikkawa, Takeo (* 1951); 出光佐三: 黄金の奴隷たるなかれ [Idemitsu Sazō : ōgon no dorei taru nakare]; Kyoto 2012 (Mineruva Shobō), ISBN 9784623063697
- Kikkawa, Takeo; Conditions of innovative entrepreneur activities, Sazō Idemitsu (Idemitsu Shōkai/Kosan); in: Casebook: Management activities of Japanese companies, Vol. 4; Tokyo 1998 (Yuhikaku)
- Saitō Tomoaki; The Growth and Limitations of Idemitsu Kosan: Gentleman-merchant Management; in: Yuzawa Takeshi; Japanese Business Success: The Evolution of a Strategy; London, New York 1995
- エンリコ・マッティと出光佐三、山下太郎: 戦後石油産業の日伊比較 (2004; Vergleich der Ölindustriellen Italiens und Japans in der Nachkriegszeit)